# Vaidei (okręg Hunedoara)
Vaidei – wieś w Rumunii, w okręgu Hunedoara, w gminie Romos. W 2011 roku liczyła 622 mieszkańców.